# Малиновка (городской округ город Первомайск)
Мали́новка — деревня в Первомайском районе Нижегородской области. Входит в состав Петровского сельсовета.
Деревня располагается на правом берегу реки Алатыря.